# 가와치-야마토 지진
가와치-야마토 지진(河内大和地震)은 1936년 2월 21일에 일본의 긴키 지방에서 발생한 지진이다. 지진 규모는 M6.4. 사망자 9명.

## 진도
아래는 진도4 이상을 관측한 도도부현의 목록이다.
| 진도 | 도도부현                          |
| ---- | --------------------------------- |
| 5    | 교토부 오사카부 나라현            |
| 4    | 후쿠이현 미에현 시가현 와카야마현 |

## 참고 문헌
- 吉山良一 昭和11年2月21日河内大和の地震調査報告 地震 第1輯 9巻 (1937) 6号 p.250-260, doi:10.14834/zisin1929.9.250